# 濠江中學附屬橫琴學校
濠江中學附屬橫琴學校（澳人子女學校）（葡萄牙語：Escola de Hengqin Anexa à Escola Hou Kong (Para Filhos dos Residentes de Macau)），是位於廣東省橫琴粵澳深度合作區澳門新街坊內的一間學校，隸屬於濠江中學，是濠江中學五個校部中的橫琴校部，也是中華人民共和國首間澳人子弟學校，於2024／2025學年開辦幼稚園及小學教育課程，中學於2026／2027學年開辦。濠江橫琴學校包括由幼稚園到高中15年的“一條龍”的教育，以普通話及英語教學。

## 歷史
2021年9月14日，社會文化司司長歐陽瑜表示，將於本項目內建設學校，計劃由18班小學，12班幼稚園組成，佔地20,000平方米，參照澳門標準建設。她又指，符合規定的辦學團隊，如願意在橫琴辦學，可與教育部門合作，用類似澳門資助形式在橫琴辦學，不能自己辦學。
2023年4月14日，行政長官賀一誠列席澳門立法會全體會議回應議員提問時表示，位於新街坊內的一間學校已於2022年底已封頂，之後交有關部門處理內部事宜。並可容納1,050名學生。此外，爭取在另一地段興建“一條龍”非高等學校，新街坊學校的澳門學生等同在澳的澳門居民學生，屆時同樣可享受保送，並與中國大陸學生生則有區分。
2023年11月25日，澳門濠江中學教育協進會與澳門特別行政區政府教育及青年發展局共同簽署《“澳門新街坊”澳人子弟學校的辦學協議書》，為創設條件使就讀該所澳人子弟學校的澳門學生享有趨同於澳門免費教育的待遇，將參照澳門學校加入免費教育學校系統的做法。學校計劃於2024/2025學年正式啟用，首年計劃開辦幼兒一年級至小學二年級共5個班，其中，幼兒教育階段招生將納入2024/2025學年幼兒首次入學中央登記措施範圍。教育及青年發展局表示，當局暫時僅收到濠江中學教育協進會有意在橫琴辦學，有關實體在橫琴申請相關手續已進入最後階段；學校開辦中學已在規劃內，計劃一至兩個學年內興建中學，同時因應“澳門新街坊”認購和居民遷入的步伐同步增加學額，學校課程、教材和教學方法參照澳門特色方式，亦會適度加入國際化課程。
2024年1月15日，首間澳人子女學校正式獲廣東省教育廳批准設立，預計2024年9月開學，招生範圍包括港澳學生，以及持有港澳台居民居住證的台灣學生和外籍人員子女，而澳門學生可享有趨同澳門免費教育待遇。作為全國第一所澳人子弟學校，辦學規模為12個幼兒園班和18個小學班。新學年先開設幼兒園至小學二年級各一班，每班最多35人。
2024年3月，濠江澳人子女學校在首年招生中，原計劃每級各開一班，每班最多三十五人，因報名情況十分踴躍，有五百多名學生應試，多為居住在“澳門新街坊”、橫琴及珠海等地的港澳台學生，已經教青局同意幼稚園一年級和小學一年級加開一班的申請，校方將擇優收生。學校課程方面遵循“課程框架”，並引進探究式學習的IB(PYP)課程。師資方面計劃每班配置兩至三名教師，主要招聘中國大陸教師；待兩地教師執業制度完善後，會招聘澳門師資，貫徹學校教育理念和愛國愛澳思想。
2024年5月16日下午，中央港澳工作辦公室主任、國務院港澳事務辦公室主任夏寶龍參觀「澳門新街坊」項目及濠江中學附屬橫琴學校。校長尤端陽表示，夏主任參觀了橫琴學校小學部示範課室，校方向他介紹了學校的教學理念、教育內容等；夏主任對濠江中學附屬橫琴學校的校舍環境和設施給予高度肯定，鼓勵校方繼續努力，將教育事業辦好，為澳門和祖國培養更多優秀人才。
2024年5月27日，澳門都市更新股份有限公司對中學地段相關工程動工，項目將設有戶外操場、體育館、食堂、多功能教室、教職員停車場等區域，預計於2026年落成並交付予營運單位。
2024年9月3日，濠江中學附屬橫琴學校正式開學，合共256名新生就讀，多名琴澳高層官員出席開學禮，以“新起點、愛相伴、共成長”為主題，分別有嘉賓致辭、校長寄語、“開筆啟智”、“硃砂添智”、“擊鼓鳴志”和“風華初露、攜手啟航”文藝表演，現場充滿歡欣喜慶的熱鬧氣氛。
2024年11月9日，濠江中學附屬橫琴學校舉行落成啟用典禮。

## 地理
首間澳人子女學校位於澳門新街坊項目用地的地塊3，佔地面積20,413.27平方米，小學建築面積15,286米，幼兒園建築面積5,302.61平方米，未來更啟動中學建設，打造從幼兒園至高中的“一條龍”15年教育服務，為澳門居民在深合區學習提供更便利條件。
中學佔地面積約20,000平方米，總建築面積約28,000平方米，樓高5層，初步規劃建設36班，預料可容納約1,200名學生。中學地段位於小橫琴山南側，澳門新街坊西側，建築採用古典端莊的歐式風格，在設計上有機結合地形特點，建設向北側山體打開的佈局，空間感更廣闊，打造「融景入園」、綠意盎然的優質校園，以提升整體學習環境。

## 教育
學校為一所包括幼稚園至高中十五年教育的「一條龍」學校，在教學班設置方面，幼兒園每年級4個班，共12個班；小學每年級3個班，共18個班。中學每年級6個班，共36個班；全校合共66個教學班，每班25-35人，學生最多可達2310人。
濠江澳人子女學校表示於2024／2025學年先設幼稚園K1至小學二年級五級，每級暫先一班，每班約25至30人；另由於K1暫報名人數較多，該校已向教育及青年發展局申請加開一班；師資以中國大陸為主，同時招收澳門本地及海外教師。師資方面，校長尤端陽表示分別來自澳門、中國大陸及海外，將成為具國際視野的學校，但會以中國大陸師資為主，首個學年分別有4名澳門老師、7名外籍老師和14名中國大陸老師；至於中學部工程於2024年動工，預計2026／2027學年開學。